# Пузириха
Пузириха (рос. Пузыриха) — село в Бутурлинському районі Нижньогородської області Російської Федерації.
Населення становить 25 осіб. Входить до складу муніципального утворення Ягубовська сільрада.

## Історія
Від 2009 року входить до складу муніципального утворення Ягубовська сільрада.

## Населення
| 1999 | 2002 | 2010 |
| ---- | ---- | ---- |
| 60   | ↘44  | ↘25  |